# ニュークス・タイム
『ニュークス・タイム』（Newk's Time ）は、ジャズ・サックス奏者ソニー・ロリンズが、1957年にブルーノートへ吹き込んだアルバム。ブルーノート作品の中でも人気の高い「4000番台」のアルバムの一つ。

## 解説
タイトルにある「Newk」とは、メジャーリーガーのドン・ニューカムの愛称。ロリンズはかねてから、顔がニューカムに似ていることをネタにされており、いつかニューカムに捧げるアルバムを作ろうと考えていた。
本作は、マイルス・デイヴィス・クインテットのドラマー、フィリー・ジョー・ジョーンズとの共演盤として知られている。ロリンズがジョーンズを高く評価していたことは、スタンダード・ナンバー「飾りのついた四輪馬車」をサックスとドラムだけの編成で演奏したことや、自作曲「ブルース・フォー・フィリー・ジョー」からもうかがえる。

## 収録曲
1. チューン・アップ - Tune Up（Miles Davis）
2. エイジアティック・レエズ - Asiatic Raes（Kenny Dorham）
3. ワンダフル!ワンダフル! - Wonderful! Wonderful!（Raleigh, Edwards）
4. 飾りのついた四輪馬車 - The Surrey With The Fringe on Top（Rodgers, Hammerstein II）
5. ブルース・フォー・フィリー・ジョー - Blues for Philly Joe（Sonny Rollins）
6. ネイムリー・ユー - Namely You（Mercer, DePaul）

## 演奏メンバー
- ソニー・ロリンズ - テナー・サックス
- ウィントン・ケリー - ピアノ（4. を除く）
- ダグ・ワトキンス - ベース（4. を除く）
- フィリー・ジョー・ジョーンズ - ドラム